# Zaruđe
Zaruđe je naseljeno mjesto u općini Vareš, Federacija Bosne i Hercegovine, BiH.
U Zaruđu se nalazi manje skijalište.

## Stanovništvo

### 1991.
Nacionalni sastav stanovništva 1991. godine, bio je sljedeći:
ukupno: 109
- Hrvati - 56
- Srbi - 1
- Jugoslaveni - 29
- ostali, neopredijeljeni i nepoznato - 23

### 2013.
Nacionalni sastav stanovništva 2013. godine, bio je sljedeći:
ukupno: 47
- Hrvati - 47